# Antalis agile
Antalis agile är en blötdjursart som först beskrevs av Georg Ossian Sars 1872.  Antalis agile ingår i släktet Antalis och familjen Dentaliidae. Inga underarter finns listade i Catalogue of Life.